# Loi sur le divorce (Canada)
Pour les articles homonymes, voir Loi sur le divorce.
La Loi sur le divorce est la loi fédérale régissant le divorce au Canada. Le recours à Loi sur le divorce est limité aux couples mariés, et ce en vertu de l’art. 8 (1) L.D. 

## Compétence fédérale
Le gouvernement fédéral peut légiférer en matière de mariage et de divorce en vertu de l’art. 91 (26) de la Loi constitutionnelle de 1867 . Le divorce peut être défini comme étant la « rupture légale du mariage civil prononcée par un jugement, à la demande de l’un des époux ou à celle des deux époux lorsque la demande est conjointe ».

## Ordonnance alimentaire

### Ordonnance alimentaire au profit de l'enfant
La Loi sur le divorce prévoit une pension alimentaire au profit de l’enfant à l’art. 15.1 L.D. L’enfant issu d’un mariage peut recevoir une pension alimentaire s’il correspond à la définition d’ « enfant à charge » de la loi. Selon l’art. 2 (1) L.D., un enfant à charge est « soit un mineur, soit un majeur qui est incapable de subvenir à ses propres besoins, notamment pour cause de maladie ou d’invalidité ». Les enfants majeurs aux études sont des enfants à charge au sens de la loi , car ils ne peuvent pas subvenir à leurs propres besoins . L’art. 2 (1) L.D. précise que seuls les ex-époux peuvent intenter une action en mesures accessoires, ce qui signifie que l’enfant majeur ne peut pas réclamer une pension alimentaire pour lui-même. Dans le cas où il y a deux demandes concurrentes, l’une au profit de l’époux et l’autre au profit d’un enfant, l’art. 15.3 L.D. oblige le tribunal à donner la priorité aux aliments de l’enfant.

### Ordonnance alimentaire pour un époux
D'après l'art 15.2 L.D., « Sur demande des époux ou de l’un d’eux, le tribunal compétent peut rendre une ordonnance enjoignant à un époux de garantir ou de verser, ou de garantir et de verser, la prestation, sous forme de capital, de pension ou des deux, qu’il estime raisonnable pour les aliments de l’autre époux. »

## Éléments distinctifs en regard de l'obligation alimentaire
La Loi sur le divorce s’écarte du droit commun, soit le Code civil dans la province de Québec et la common law dans les autres provinces. Elle se distingue sous plusieurs aspects en regard de l’obligation alimentaire. Par exemple, en matière de fixation de la pension alimentaire, le règlement de la loi fédérale n’est pas le même que le règlement de droit civil. De plus, la Loi sur le divorce offre la possibilité qu’un parent non biologique soit reconnu comme débiteur alimentaire. Un autre élément distinctif de la loi fédérale est qu’elle est plus souple que le Code civil en matière d’octroi d’une pension alimentaire rétroactive en faveur de l’enfant . La Cour suprême a précisé les critères de rétroactivité dans l’arrêt D.B.S. c. S.R.G. Le statut in loco parentis provient de l’article 2 (2) b) de la Loi sur le divorce

## Lignes directrices
Pour La Loi sur le divorce, le règlement en matière d'obligation alimentaire s’intitule Lignes directrices fédérales sur les pensions alimentaires pour enfants. Les Lignes directrices fédérales sont soumises à deux conditions d’application : il doit y avoir une instance de divorce et l’un des parents doit résider à l'extérieur du Québec.